# كليفورد بي. هيكس
كليفورد بي. هيكس (بالإنجليزية: Clifford B. Hicks)‏ هو كاتب وكاتب للأطفال أمريكي، ولد في 10 أغسطس 1920 في مارشالتاون في الولايات المتحدة، وتوفي في 29 سبتمبر 2010 في كارولاينا الشمالية في الولايات المتحدة.